# Chandra Crawford
Pour les articles homonymes, voir Crawford.
Chandra Crawford, née le 19 novembre 1983 à Canmore, est une fondeuse canadienne. Elle est la championne olympique 2006 du sprint et a gagné deux manches de la Coupe du monde.

## Biographie
Crawford commença le ski en pratiquant le biathlon, avant de se consacrer au ski de fond à partir de l'âge de 17 ans, du fait de meilleures abilités dans ce domaine, en comparaison avec le tir. Aux Championnats du monde junior, son meilleur résultat est douzième du sprint en 2002 à Schonach. Ses débuts en Coupe du monde ont lieu en janvier 2005 à Nové Město (35e).
L'hiver 2005-2006 marque un tournant dans sa carrière sportive : elle marque ses premiers points en Coupe du monde à Düsseldorf, puis se classe dixième à Vernon, avant de décrocher le bronze (et son premier podium) en sprint libre à l'étape  à Davos. Elle devient plus tard championne olympique de sprint aux Jeux olympiques de Turin, où elle domine son quart de finale, puis sa demi-finale et enfin la finale, gagnant avec plusieurs longueurs d'avance.
En décembre 2006, elle se classe troisième du sprint libre à Munich sur le premier Tour de ski.
Elle réalise sa meilleure saison en 2008, puisqu'elle gagne deux sprints libres à Canmore, son terrain d'entraînement, puis à Lahti. Elle est éloignée de la compétition la saison suivante en raison de problèmes aux jambes. En 2010, elle prend aux Jeux olympiques à Vancouver, au Canada, mais n'obtient pas les résultats escomptés, terminant 26e du sprint et quinzième du relais.
Ses derniers podiums dans l'élite interviennent lors de la saison 2011-2012, Crawford terminant deuxième du sprint libre à Rogla et troisième du sprint par équipes à Milan. En 2013, elle interrompt sa saison avant les championnats du monde pour se préparer pour la saison olympique en 2014.
Après avoir participé aux Jeux olympiques de Sotchi en 2014 (43e en sprint), elle décide de prendre sa retraite sportive.
Elle est la sœur de Rosanna Crawford, une biathlète de haut niveau.

## Palmarès

### Jeux olympiques
| Épreuve / Édition | Sprint                           | Sprint                           | 10 km                            | 10 km                            | Poursuite / Skiathlon 2 × 7,5 km | 30 km | Relais | Relais   |
| Épreuve / Édition | Libre                            | Classique                        | Libre                            | Classique                        | Poursuite / Skiathlon 2 × 7,5 km | 30 km | Sprint | 4 × 5 km |
| JO 2006 Turin     | Médaille d'or, Jeux olympiques   | Épreuve inexistante à cette date | Épreuve inexistante à cette date | -                                | 60e                              | —     | -      | -        |
| JO 2010 Vancouver | Épreuve inexistante à cette date | 26e                              | —                                | Épreuve inexistante à cette date | -                                | —     | —      | 15e      |
| JO 2014 Sotchi    | 43e                              | Épreuve inexistante à cette date | Épreuve inexistante à cette date | -                                | —                                | —     | -      | -        |

Légende :
- : médaille d'or
- — : Chandra Crawford n'a pas participé à cette épreuve
- : Épreuve inexistante à cette date

### Championnats du monde
| Épreuve / Édition        | Sprint                           | Sprint                           | 15 km                            | 15 km                            | Poursuite / Skiathlon 2 × 15 km | 50 km   | Relais | Relais    |
| Épreuve / Édition        | libre                            | classique                        | libre                            | classique                        | Poursuite / Skiathlon 2 × 15 km | 50 km   | Sprint | 4 × 10 km |
| Mondiaux 2005 Oberstdorf | Épreuve inexistante à cette date | 45e                              | -                                | Épreuve inexistante à cette date | -                               | Abandon | -      | -         |
| Mondiaux 2007 Sapporo    | Épreuve inexistante à cette date | 32e                              | 59e                              | Épreuve inexistante à cette date | -                               | -       | 15e    | 16e       |
| Mondiaux 2011 Oslo       | 28e                              | Épreuve inexistante à cette date | Épreuve inexistante à cette date | 52e                              | -                               | 42e     | -      | 14e       |

### Coupe du monde
- Meilleur classement général : 23e en 2008.
- Meilleur classement en sprint : 7e en 2008 et 2012.
- 4 podiums individuels : 2 victoires, 1 deuxième place, 1 troisième place.
- 2 podiums par équipes : 2 troisièmes places.
- 1 podium d'étape de tour : 1 troisième place.

#### Détail des victoires individuelles
| Épreuve / Édition | Sprint        | Sprint    |
| Épreuve / Édition | libre         | classique |
| 2007-08           | Canmore Lahti |           |

#### Classements en Coupe du monde
| Année     | Classement général final | Classement sprint |
| 2005-2006 | 30e                      | 14e               |
| 2006-2007 | 87e                      | 52e               |
| 2007-2008 | 23e                      | 7e                |
| 2009-2010 | 81e                      | 56e               |
| 2010-2011 | 58e                      | 36e               |
| 2011-2012 | 29e                      | 7e                |
| 2012-2013 | 72e                      | 42e               |

### Championnats du Canada
- 2 titres en 2010 : cinq kilomètres classique et sprint libre.
- 2 titres en 2012 : sprint libre et trente kilomètres classique.